# Parc Forselius
Le parc Forselius (estonien : Forseliuse park) est un parc du quartier Karlova de Tartu en Estonie.

## Présentation
Le parc est situé en bordure de la rue Tähe tänav. 
La superficie du parc est de 1,9 hectare. 
L'école Forselius est située en face du parc.
Dans le parc Forselius, il y a des tilavecs à petites feuilles dont le diamètre de tronc mesure plus de trois mètres. 
Le tilleul le plus gros du parc Forselius a environ 240 ans, tandis que le plus ancien, âgé d'environ 300 ans, s'est avéré être l'un des tilleuls les plus fins de ce parc. 
Ce tilleul le plus ancien remonte donc à l'époque du premier séminaire d'enseignants estonien ou Séminaire Forselius situé a l’emplacement du parc, qui a commencé ses travaux sous la direction de Bengt Gottfried Forselius en 1684.

## Histoire
Historiquement, le manoir de l'évêque (Bischofshof) entourait le parc.
Aujourd'hui, le manoir peut être considéré comme un objet archéologique, car rien des anciens bâtiments du manoir entourant l'actuel parc Forselius n'a été conservé.
En 1934, le maire de Tartu, le général Aleksander Tõnisson, y fit ériger une pierre commémorative en l'honneur du 250ème anniversaire du Séminaire Forselius.

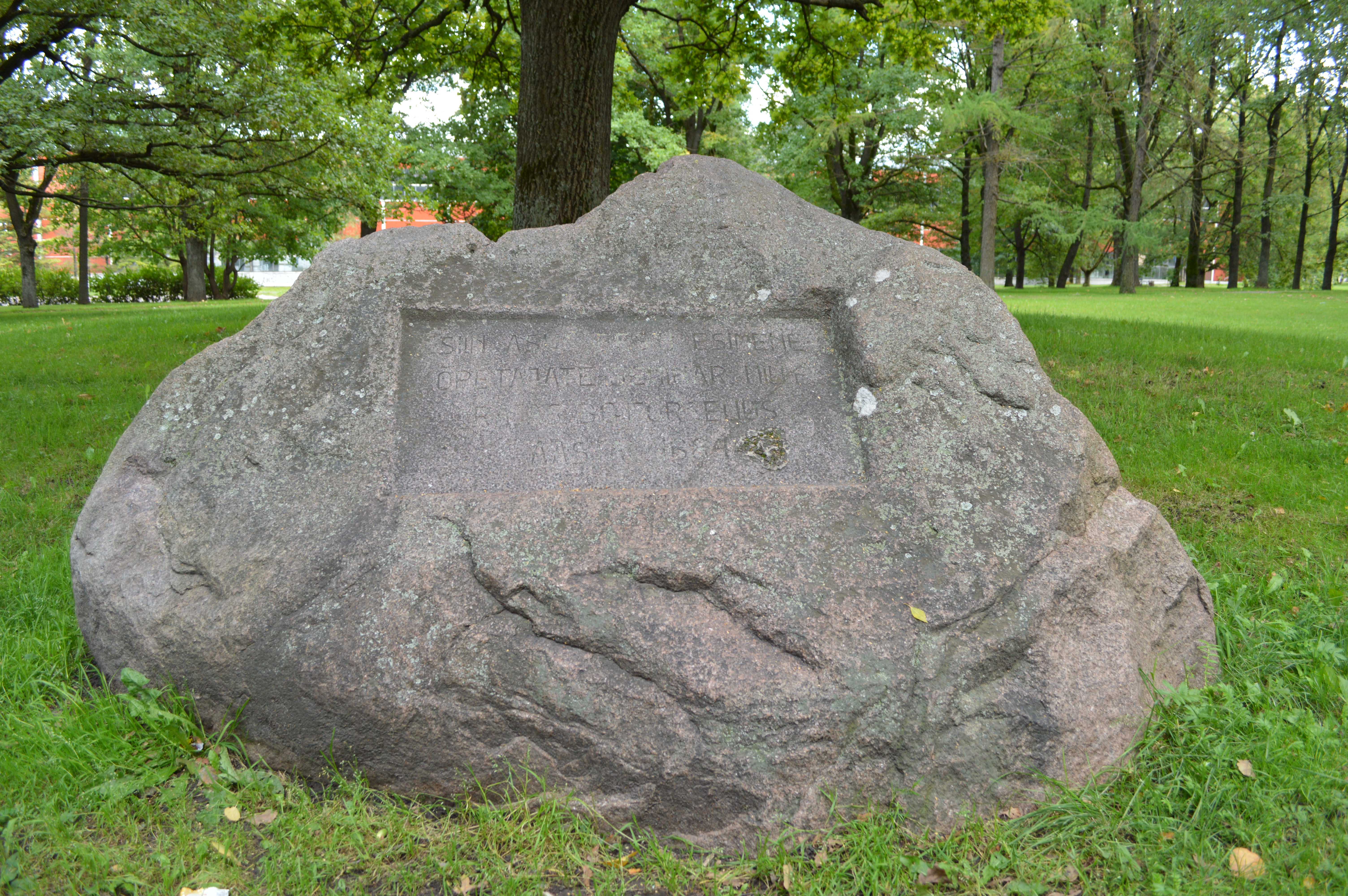
Pierre commémorative du séminaire Forselius.